# Гудзинь
Гудзинь (Узень, Узин) — річка в Україні, у Білоцерківському районі Київської області. Ліва притока Красного (басейн Дніпра).

## Опис
Довжина річки 18 км, похил річки — 2,1 м/км. Площа басейну 52,6 км².

## Розташування
Бере початок на південному сході від села Степок. Тече переважно на південний захід через Михайлівку, Узин і біля Блошинці впадає у річку Красний, ліву притоку Росі.
Річку перетинають автошляхи Т 1033 Т 1009